# NGC 6575
NGC 6575 في الفهرس العام الجديد، هي مجرة، تقع في كوكبة الجاثي. اكتشفت في 7 يونيو 1866 بواسطة إدوارد ستيفان.

## روابط خارجية
- NGC 6575 على موقع ويكي سكاي: DSS2, SDSS, GALEX, IRAS, Hydrogen α, X-Ray, Astrophoto, Sky Map, Articles and images